# Злочини в Меховицях
Злочини в Меховицях — воєнні злочини, скоєні 25–27 січня 1945 солдатами Червоної армії проти мирних жителів села Меховиці (пол. Miechowice), жертвами яких стали близько 380 осіб.

## Перебіг подій
З ранку 25 січня в районі Меховіце тривали в'ялі бої між підрозділами військ фольксштурму, та окремих дівізій Гітлер'югенду з однієї сторони, та підрозділами 118 корпусу Червоної Армії під командуванням Олексія Наумова — з іншого.
За свідченням очевидців, протягом дня територія була захоплена «російськими солдатами в зелених мундирах азійської зовнішності». Захопивши село, червоноармійці вирушили по хатах і підвалах у пошуках людей, яких убивали на місці. Вони шукали молодих людей і калік, вважаючи що вони могли бути солдатами. Однією з перших жертв став священик Ян Френцель, його тіло із слідами тортур знайдено під час ексгумації братських могил.
Найбільшого розмаху вбивства досягли 27 січня. Поштовхом для злочинів стали чутки про загибель радянського майора (за іншими свідченнями — лейтенанта). Наказ чинити масові вбивства був виданий невідомим старшим офіцером Червоної Армії, щоправда це інформація не підтверджена безпосередніми свідками, а спирається лише на перекази.
Свідки також показали, що червоноармійці ґвалтували усіх жінок, що траплялись їм на шляху. Окрім жителів селища вбито було й кілька поляків, що опинилися в Меховіцах на примусових роботах. Подібний злочин був скоєний військами Червоної армії проти жителів польського села Прешовиці.